# Donja Čemernica
Donja Čemernica is een plaats in de gemeente Topusko in de Kroatische provincie Sisak-Moslavina. De plaats telt 199 inwoners (2001).